# Moqueur des armoises
Oreoscoptes montanus
Genre
Espèce
Statut de conservation UICN

 LC  : Préoccupation mineure
le Moqueur des armoises (Oreoscoptes montanus) est une espèce de passereaux de la famille des Mimidae, l'unique représentante du genre Oreoscoptes.

## Description morphologique
Long de 20 à 23 cm, ce moqueur de petite taille a un plumage gris-brun sur le dessus, gris très clair avec de nombreuses rayures brunes sur le dessous. Il présente des barres alaires blanches. Les yeux sont jaunes. Les plumes extérieures de la queue sont bordées de blanc.

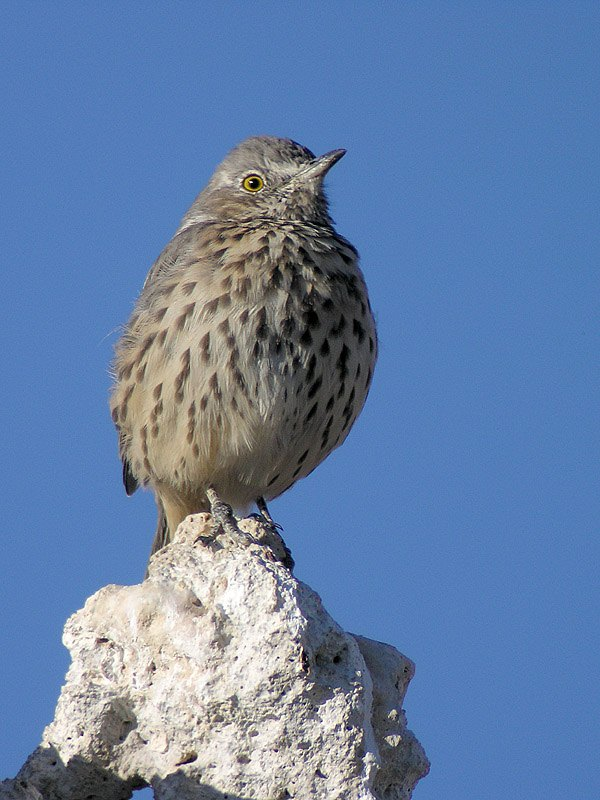
Moqueur des armoises juvénile

## Comportement

### Alimentation
Cet oiseau se nourrit de fruits, graines et autres produits végétaux, mais aussi d'insectes, notamment ceux qui infestent les champs de luzerne cultivée.

### Comportement social
Le chant est une suite complexe de différentes phrases musicales. Les appels sont des "tcheuk". Ce bon chanteur vocalise en vol ou depuis un perchoir, il est donc très repérable.

## Répartition et habitat

zone de nidification
voie migratoire
aire d'hivernage

Le Moqueur des armoises vit dans les zones broussailleuses à Artemisia tridentata (qui appartient au genre des armoises) ou à Chrysothamnus (que les Américains nomment Rabbit bush, le "buisson à lapin") du continent nord-américain.
Son aire de répartition remonte au nord localement jusqu'au sud de la Colombie-Britannique au Canada, et descend au sud jusqu'au Mexique en passant, aux États-Unis, par le Nevada, l'Utah, le Texas, le Nouveau-Mexique (?), l'Oklahoma et la Californie.